# Gabriel Torje
Gabriel Andrei Torje, född 22 november 1989 i Timișoara, är en rumänsk fotbollsspelare som senast spelade för turkiska Sivasspor. Han har även representerat Rumäniens fotbollslandslag i totalt 55 landskamper. 